# Hermann Harmening
Die Firma Hermann Harmening war ein Karosseriebauunternehmen, das 1879 in Bückeburg gegründet wurde.

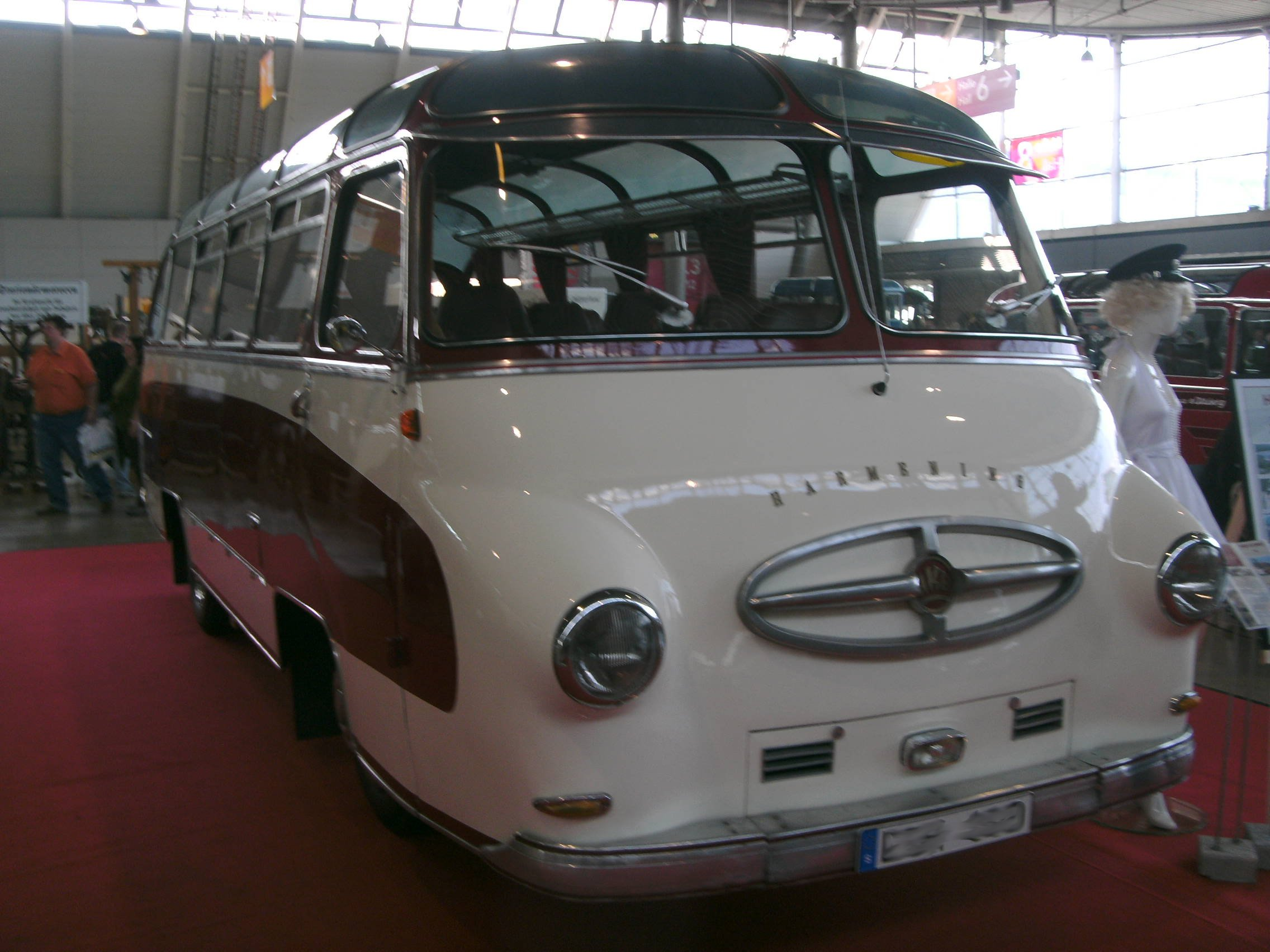
Harmening HKB Clubbus Baujahr 1957

Zu Beginn wurden Kutschen gebaut, unter anderem für das Fürstenhaus Schaumburg-Lippe. Nach dem Ersten Weltkrieg stellte man zunächst landwirtschaftliche Fahrzeuge her. Ab 1926 entwickelte sich die Fertigung von Aufbauten für Omnibusse, was dann zum Schwerpunkt der Firma wurde. Die Fahrgestelle kamen bis zur Zeit des Zweiten Weltkriegs überwiegend von der VOMAG.
1951 begann man mit der Fertigung von Anhängern und Spezialaufbauten. Omnibusse wurden zunächst auf Fahrgestellen von Ford, aber auch von anderen Herstellern angeboten. 1955 wurde unter dem Namen „HKB Clubbus“ der erste eigenständig entwickelte Omnibus vorgestellt, ein 24-sitziger stromlinienförmiger Reisebus in Gitterkonstruktion. Den Antrieb besorgte ein Henschel-Dieselmotor mit 85 PS. Obwohl nur in kleinen Stückzahlen gefertigt wurde, gab er einer ganzen Omnibusgattung den Namen, dem Clubbus.
1954 wurden einige Lkw mit luftgekühlten MWM-Motoren mit 65 PS gebaut. Der Frontlenker-Lkw mit Nahverkehrs-Fahrerhaus und schräger Front mit geteilter Windschutzscheibe hatte 2,75 to zulässiges Gesamtgewicht und 1,7 to Nutzlast. Dieser Typ wurde ebenfalls 1955 auf der IAA vorgestellt, wurde aber kein Erfolg und wieder aufgegeben.
1958 wurde die Firma Hermann Harmening KG in Bückeburg an die Fahrzeugfabrik Kannenberg (FAKA) verkauft. Dort setzte man die Fertigung des von Harmening entwickelten HKB-Clubbusses unter dem eigenen Namen FAKA fort. 1960 wurde die Busherstellung eingestellt; man konzentrierte sich auf die Produktion von Wechselpritschen und Containern. 1973 wurde FAKA vom Nutzfahrzeughersteller Kögel übernommen und als Kögel-Werk Bückeburg weitergeführt.
Kögel schloss das Werk mittlerweile. Auf dem ehemaligen Fabrikgelände, das bis auf das Verwaltungsgebäude komplett abgerissen und von Altlasten befreit wurde, entstanden Ein- und Mehrfamilienhäuser, womit das Kapitel des Karosseriebaus in Bückeburg endgültig geschlossen ist.